# Beat Zberg
Beat Zberg (nascido em 10 de maio de 1971) é um ciclista de estrada profissisonal suíço. Em 2007 se sagrou campeão nacional suíço, vencendo a prova de estrada sozinho e mais de dois minutos à frente do segundo colocado, Fabian Cancellara. Mais tarde, naquele ano, se retirou da competição ativa.

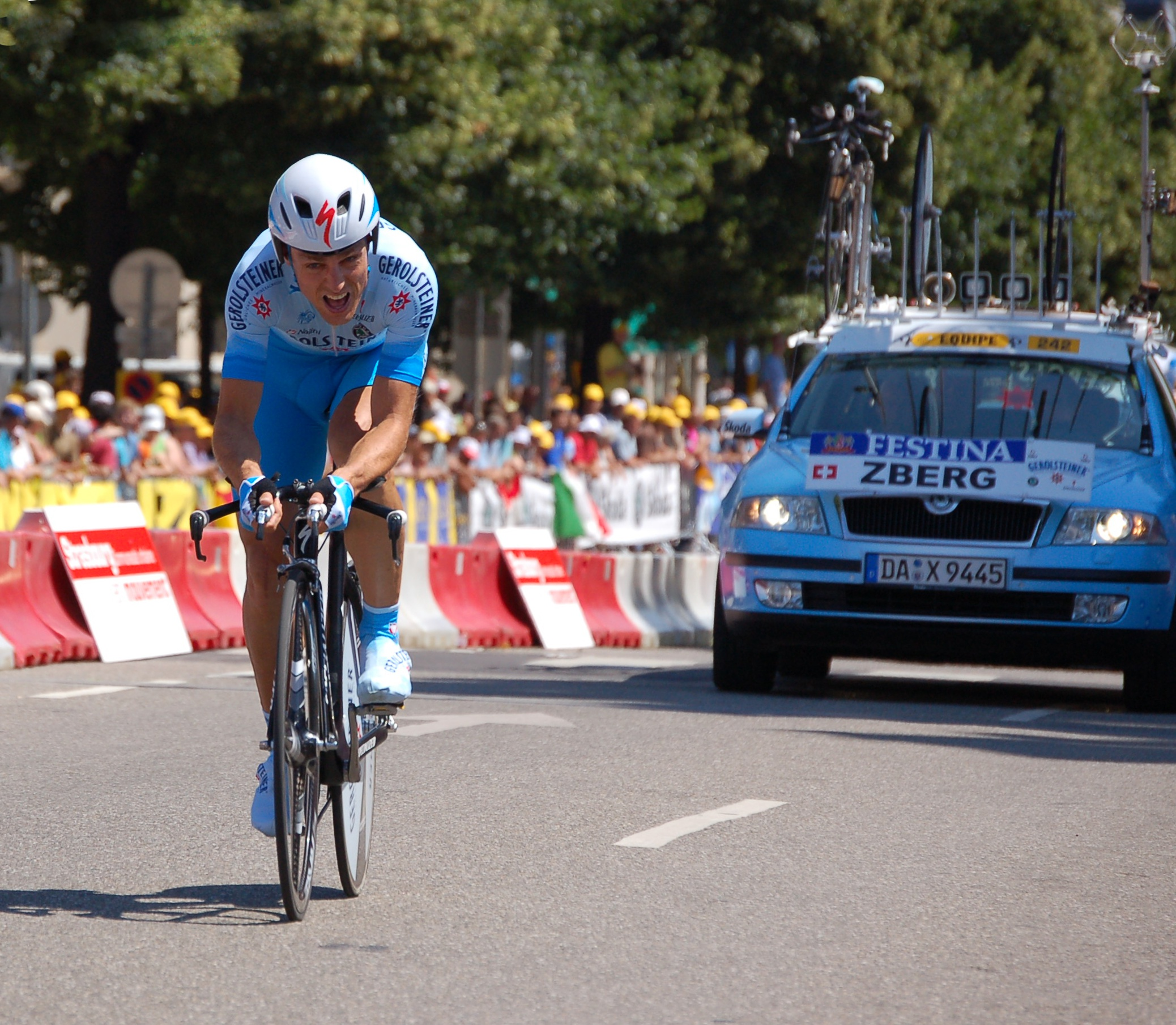
Beat Zberg em 2006